# Cologne, Panorama pris d'un bateau
Cologne, Panorama pris d'un bateau è un cortometraggio del 1896 diretto da Constant Girel.
Catalogo Lumière n° 227

## Trama
Constant Girel ha documentato in movimento questo paesaggio, collocando la macchina su di una barca.

## Location
- Colonia, Renania Settentrionale-Vestfalia, Germania.